# Klezmer Conservatory Band
Klezmer Conservatory Band es un grupo estadounidense de música klezmer formado en Boston en 1980 por Hankus Netsky, profesor del Conservatorio de Nueva Inglaterra. En principio formados para ofrecer un solo recital, han tenido una larga trayectoria, plasmada en una rica discografía. 

## Discografía
- Yiddishe Renaissance
- Klez!
- A Touch Of Klez!
- Oy Chanukah
- A Jumpin' Night in the Garden of Eden
- Old World Beat
- The Klezmer Conservatory Band - Live!
- Dancing In The Aisles
- Dance Me to the End of Love
- A Taste of Paradise